# Saint-Pierre-de-Mons
Saint-Pierre-de-Mons egy francia település Gironde megyében az Aquitania régióban. Lakosainak száma 1218 fő (2022. január 1.).

## Adminisztráció
Polgármesterek:
- 2001–2020 Patrick Labayle (PS)

## Demográfia
| Lakosok száma | 636  | 712  | 799  | 1028 | 1135 | 1179 | 1198 | 1227 | 1236 | 1218 |
|               | 1968 | 1982 | 1990 | 2006 | 2013 | 2015 | 2017 | 2019 | 2020 | 2022 |

## Látnivalók

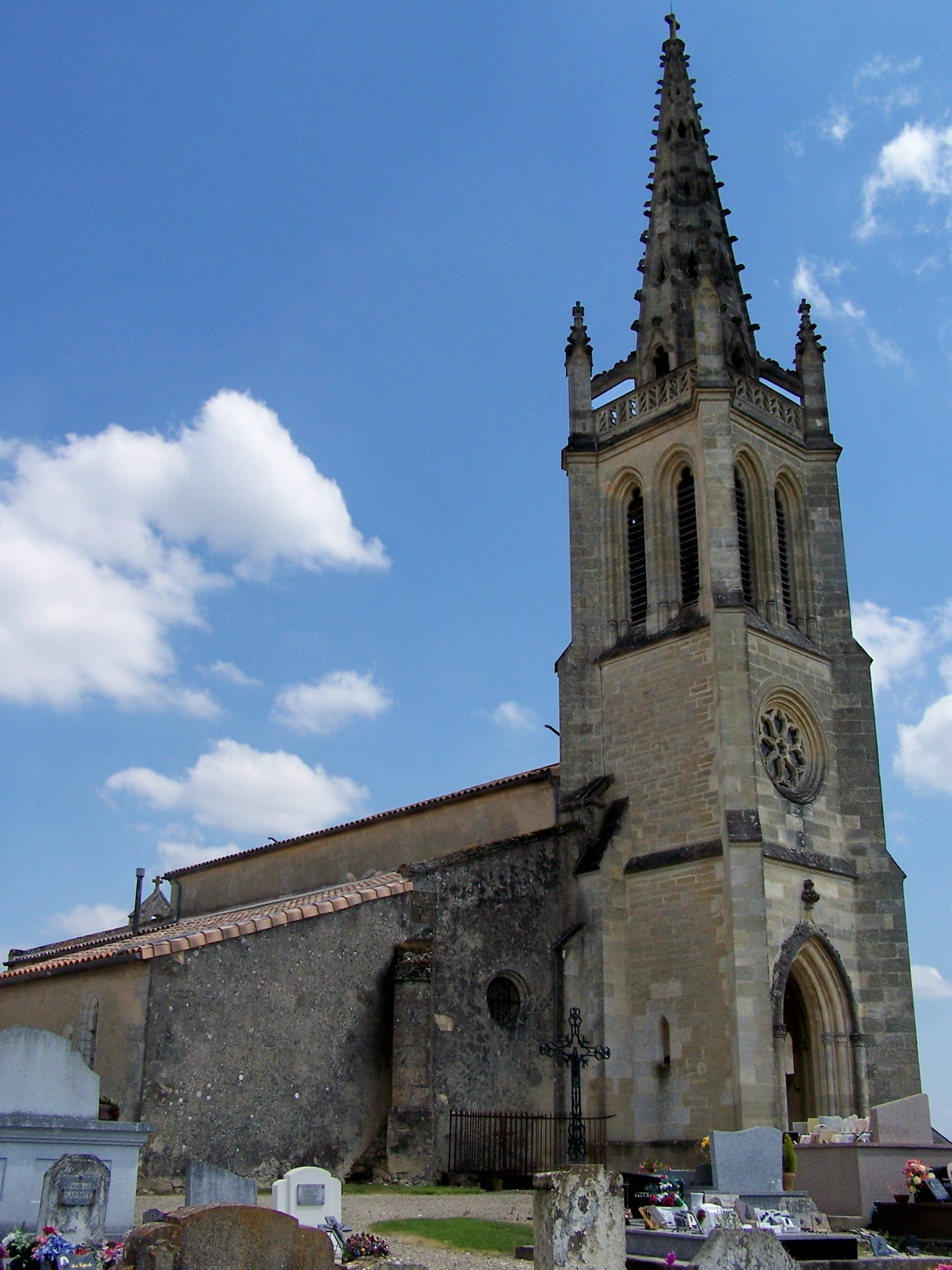
Saint-Pierre templom

- Saint-Pierre templom
- körmeneti kereszt a XVI. századból